# میشله سیمونز
میشله سیمونز (انگلیسی: Michelle Simmons؛ زادهٔ ۱۴ ژوئیهٔ ۱۹۶۷) دانشمند در زمینه مکانیک کوانتم اهل استرالیا است که در دانشکده علوم دانشگاه نیو ساوت ولز تدریس می‌کند. وی به عنوان همکار انجمن سلطنتی شناخته شده و در سال ۲۰۱۹ نشان استرالیا را دریافت کرده‌است. سیمونز رئیس پژوهشکده محاسبات کوانتمی استرالیا (به انگلیسی: Australian Research Council Centre of Excellence for Quantum Computation & Communication Technology) است.
علت اصلی شهرت وی در علم به خاطر بنیانگذاری فیلد الکترونیک اتمی است.